# Saint-Jean-de-Belleville
Saint-Jean-de-Belleville – miejscowość i gmina we Francji, w regionie Owernia-Rodan-Alpy, w departamencie Sabaudia. W 2016 roku populacja ówczesnej gminy wynosiła 551 mieszkańców. 
Dnia 1 stycznia 2019 roku ówczesną gminę Saint-Jean-de-Belleville włączono do Les Belleville. Siedzibą gminy została miejscowość Saint-Martin-de-Belleville. 